# District de Sashima
Le district de Sashima (猿島郡, Sashima-gun) est un district de la préfecture d'Ibaraki au Japon.
Au 1er janvier 2014, sa population était de 34 100 habitants pour une superficie de 69,67 km2.

## Communes du district
- Goka
- Sakai